# بيلي سباركس
بيلي سباركس (بالإنجليزية: Bailey Sparks)‏ هو لاعب كرة قدم أمريكي، ولد في 30 ديسمبر 2002 في تامبا في الولايات المتحدة.